# Mary Faber de Sanger
Mary Faber de Sanger, född 1798, död efter 1857, var en västafrikansk slavhandlare med euroeiskt-kanadensiskt ursprung. Hon tillhörde de aktörer som behärskade slavhandeln i Västafrika under första halvan av 1800-talet.

## Biografi
Mary Faber föddes i Freetown, Sierra Leone som dotter till föräldrar från  Nova Scotia i Kanada.  Hon gifte sig senast år 1816 med den amerikanske skeppsägaren Paul Faber (d. 1851), som 1809 etablerade sig som slavhandlare i Guinea-Conakry-regionen.  Hennes make etablerade verksamhetens bas i Sangha vid Rio Pongo-floden, där paret hade en "fabrik" för slavar, dvs ett slavfort, i maktbalans med en rad andra slavhandlarfamiljer som hade slavfort i samma region.  Maken hade ansvar för det slavskepp som transporterade slavar till Kuba, medan Mary Faber hade ansvar för verksamheten i Rio Pongo: eftersom maken nästan ständigt av frånvarande, hade hon i praktiken all makt i fortet, och makens verksamhet nämns inte alls där efter 1830-talets mitt.  

### Slavhandel
För att undgå aktionerna från Royal Anti-Slave Squadron, som gjorde räder och förstörde slavfort efter avskaffandet av den brittiska slavhandeln, omvandlade hon liksom andra slavhandlare till plantager, för att kamouflera slavarna till inhemska arbetare inte avsedda för exportering.  
Genom sitt ansvar för företagets bas var Mary Faber också ansvarig för den komplicerade politik av allianser och maktbalans med lokala stammar och andra köpmansfamiljer, då regionen dominerades av fria slavhandlare med bas i slavfort som drev verksamhet i olika allianser med lokala stammar och ibland befann sig i konflikt och krigföring med varandra. Mary Faber hade liksom övriga slavhandlare sin egen privata armé, som hon förde befälet över under konflikter.  Åren 1838-40 drev hon krig mot sin handelsrival William Ormond i Bangalan. Ormond var allierad med vissa aktörer i Freetown, vilket gjorde att Faber kunde framställa honom som mulatternas allierade och gjorde det möjligt för henne att alliera sig med Fulastammen, vars hövding drog tillbaka sitt beskydd från Ormond, något som gav Faber segern och gjorde henne till regionens främsta handlare.  
År 1842 bidrog Mary Faber och hennes kollega Bailey Gomez Lightburn med sina arméer för att hjälpa sin allierade, Fulukungen, att plundra Susustammens huvudstad Thia när den var försvagad av tronstrider och installera sin egen kandidat där, som gynnade både Fulu, Faber och Lightburn.  1840-talet beskrivs som en stor blomstringsperiod för regionens handel.   Vid samma tid började Faber liksom övriga slavhandlare gradvis överföra sina intressen till jordnöts- och kaffeodling, även om slavhandeln fortsatte parallellt.   

### Nedgång
Den 17 januari 1852 genomtvingade britterna och Sierra Leone i avtal med den inhemska regenten ett förbud för regionens slavhandel, ett förbud som den nedre flodregionen redan hade antagit. Mary Faber, som uppfattade fördraget som en fientlig handling från nedre flodens handlare i allians med Freetowns "mulattfaktion" och dessutom som ett sätt att befria nedre flodens Susastammar från hennes allierade Fulustammens makt, något som skulle skada hennes affärer, slöt då allians med sina kollegor Lightburn och Charles Wilkinson och härjade Susustammens region vid nedre floden. Kriget slutade dock med ett nederlag för Faber och hennes allierade (1855), och hennes slavfort brändes ned. Familjen Faber kunde bygga upp sitt fort och fortsätta verksamheten.  
Mary Faber överlämnade år 1852 företaget till sin son William Faber, som fortsatte slavhandeln till åtminstone 1860. Mary Faber nämns 1857, då enbart i rollen som mor till William Faber.